# SuperSport
SuperSport es una cadena de televisión por suscripción de deportes en inglés de Sudáfrica que transmite numerosas competiciones africanas e internacionales de cricket, rugby, fútbol, golf, tenis y deportes de motor a toda África. 
SuperSport se originó como la marca de la programación deportiva del canal terrestre por suscripción MTN. En 1995 SuperSport comenzó a transmitir las 24 horas.
SuperSport tiene numerosas señales en Sudáfrica. SuperSport 1 se especializa en rugby, la 2 en cricket, la 3 en fútbol europeo, la 4 en fútbol africano, la 5 en golf, tenis y deporte motor, y las demás complementan la cobertura. Además, SuperSport Blitz es el canal de noticias deportivas, y en SuperSport Maximo están concentrados cuatro canales que emiten en portugués para los países lusoparlantes del continente, principalmente Angola y Mozambique. 
SuperSport lanzó la primera señal de alta definición en África en 2008, y estrenó una segunda señal en 2010.

## Programación
SuperSport transmite las principales competiciones de clubes de rugby, incluyendo el Super Rugby, Currie Cup y Vodacom Cup de Sudáfrica, así como la Copa Europea de Rugby y el Top 14 francés, la Premiership Rugby inglesa y la ITM Cup neozelandesa. También emite el Rugby Championship y el Torneo de las Seis Naciones.
También posee los derechos de los test matches de cricket, la Copa Mundial de Cricket, el ICC Champions Trophy y la Champions League Twenty20.
SuperSport tiene una amplia gama de competiciones de fútbol, entre ellas la Premier Soccer League y copas sudafricanas, la Copa Mundial de la FIFA, la Copa Africana de Naciones, la Eurocopa, la Copa América, la Copa de Oro de la Concacaf, la Liga de Campeones de la CAF, la Liga de Campeones de la UEFA, la Premier League y Copa FA inglesa, la Liga de España, la Serie A de Italia, la Bundesliga alemana, la Ligue 1 francesa Primera División de Chile y las ligas de Ghana, Nigeria, Kenia, Malasia y Brasil.
En cuanto a golf, SuperSport transmite los cuatro torneos mayores de golf masculino, además de otros torneos del PGA Tour, el European Tour y el Sunshine Tour. También emite los torneos de tenis de Grand Slam y otros torneos del ATP World Tour y WTA Tour.
La cadena también transmite la Fórmula 1, Campeonato Mundial de Motociclismo, Campeonato Mundial de Superbikes, Campeonato Mundial de Rally, Copa NASCAR e IndyCar Series, así como las Grandes Vueltas del ciclismo: el Giro de Italia, Tour de Francia y Vuelta a España.
SuperSport emite otras competiciones tales como los Juegos Olímpicos y los Juegos de la Mancomunidad, los Juegos Panafricanos, el Campeonato Mundial de Baloncesto, la IAAF Diamond League y la Major League Baseball.